# Schüsselkarspitze (Antarktika)
Die Schüsselkarspitze ist ein 1900 m hoher Berg im ostantarktischen Königin-Maud-Land. Er ragt am Rand des Tals In der Schüssel südöstlich von Am Überlauf im Alexander-von-Humboldt-Gebirge auf.
Die Erstbesteigung fand vermutlich am 14. November 2017 im Zuge einer privat organisierten internationalen Expedition statt.